# بدعة الكبرى
بدعة الكبرى (250 هـ - 342 هـ) مغنية أديبة، من صواحب عريب المغنية. كانت من أحسن أهل زمانها وجها وغناء، وكانت تقـول شعرا لينا يستحسن من مثلها، ومن ذلك: ما كتبت به إلى إسحاق الغالبي:
وتوفيت عن اثنين وتسعين سنة، وخلفت مالا كثيرا وجوهرا وضياعا، وأمر المقتدر بقبض ذلك كله.